# Алтона (Манитоба)
Алтона (енгл. Altona) је варошица на крајњем југу канадске провинције Манитоба и део је географско-статистичке регије Пембина Вали. Насеље се налази готово уз саму међудржавну границу са америчком савезном државом Северна Дакота на око 100 км југозападно од административног центра провинције града Винипега.
Насеље лежи у пољопривредно богатом крају, а посебно се истиче по узгоју сунцокрета због чега носи и незваничну титулу сунцокретна престоница Канаде.
Основана је 1880. као фармерско насеље. Службени статус села Алтона добија 1945, а од 1956. њен административни статус је унапређен у ранг провинцијске варошице.

## Становништво
Према резултатима пописа становништва из 2011. у варошици је живело 4.088 становника у укупно 1.627 домаћинства, што је за 10,2% више у односу на 3.709 житеља колико је регистровано приликом пописа 2006. године.
| 2011. | 2016. |
| ----- | ----- |
| 4.088 | 4.212 |